# Yésero
Yésero ist ein Ort und eine nordspanische Gemeinde (municipio) mit 62 Einwohnern (Stand: 2024) südlich des Pyrenäenhauptkamms im Norden der Provinz Huesca in der Autonomen Region Aragonien.

## Lage und Klima
Yésero liegt am Valle de Tena etwa 70 Kilometer (Fahrtstrecke) nordnordöstlich der Provinzhauptstadt Huesca in einer Höhe von etwa 1100 m am Barranco del Sia.
In der Gemeinde erheben sich zahlreiche Berge mit Höhenspitzen von um die 2000 bis 2800 Metern. Das Klima ist gemäßigt und relativ feucht; Regen (ca. 1500 mm/Jahr) fällt übers Jahr verteilt.
In der Nähe liegt das Skigebiet Formigal-Panticosa.

## Bevölkerungsentwicklung
| 1900 | 1910 | 1930 | 1950 | 1970 | 1991 | 2001 | 2011 | 2020 |
| ---- | ---- | ---- | ---- | ---- | ---- | ---- | ---- | ---- |
| 288  | 227  | 193  | 190  | 114  | 53   | 81   | 68   | 57   |

## Sehenswürdigkeiten
- Die Saturninskirche (Iglesia de San Saturnino), 17./18. Jahrhundert
- Einsiedelei Nuestra Señora de las Nieves